# Fuldaer Kranken-Unterstützungs-Verein
Der Fuldaer Kranken-Unterstützungs-Verein wurde am 9. Oktober 1881 in New York „von 22 kerngesunden Männern“ aus der Stadt Fulda und Umgebung gegründet. Die Zahl dieser (Kranken-)Unterstützungsvereine, die in der zweiten Hälfte des 19. Jahrhunderts – vor allem in den 1880er Jahren – gegründet wurden, war recht groß. Die Vereine konzentrierten sich auf die Siedlungszentren der Auswanderer bzw. auf die Orte, in denen die Auswanderer in der Neuen Welt ankamen. 
In New York sind neben dem Fuldaer Kranken-Unterstützungs-Verein auch noch der Marburger Kranken-Unterstützungs-Verein, der Kurhessische Kranken-Unterstützungs-Verein zur Wilhelmshöhe, der Frankenberger Kranken-Unterstützungs-Verein oder auch der Kranken-Unterstützungs-Verein Wabern belegt. 
Neben der Unterstützung im Krankheits- und Todesfall widmeten sich die Vereine auch dem „geselligen Leben“ und gingen den „neueingewanderten Landsleuten mit Rath und That an die Hand“, wie es der Kurhessische Nationalverein in einem Bericht aus Chicago formulierte.
Als Selbsthilfeorganisation zahlte der Verein an seine Mitglieder Kranken- und Sterbegelder. In den Statuten des Vereins war festgelegt, dass „jeder gesunde deutsche Mann vom 18. bis zum 45. Jahre“ die Mitgliedschaft erwerben konnte. Das so genannte Eintrittsgeld betrug 2 Dollar, der vierteljährlich zu entrichtende Beitrag 1,50 Dollar. Jedes kranke Mitglied erhielt wöchentlich 5 Dollar Krankengeld, und bei Tod zahlte der Verein 100 Dollar an die Hinterbliebenen. 
1888 verzeichnete der Verein 60 Mitglieder. Der Vorstand bestand 1888 aus John Völler (Präsident), Anton Hohmann (Vice-Präsident), Oscar Knips (Protokol.-Secretär), Wilhelm Liebig (Finanz-Secretär) und Ambros Golbach (Schatzmeister). Die Versammlungen des Vereins fanden zweimal im Monat im „Hauptquartier“ des Vereins statt, das sich 1888 in der „Herberge von Henry Kämpf“ 520, Sechste Straße (6th Street) befand. Das Vereinsvermögen betrug 1888 insgesamt 1500 Dollar.
1913 traf sich der Verein im „Haus No. 393, Zweite Avenue“. Der Vorstand bestand aus August Hahn (Präsident), Joseph Kircher (Vize-Präsident), Christoph Guckes (Prot. und Corr. Sekretär), Chas. Schmidt (Finanz-Sekretär), Peter Bott (Schatzmeister), Chas. Staiger, Ed. R. Becker und Chas. Englert (Finanz-Committee), Ferdinand Muth und Wilhelm Muth sen. (Trustees). Ehrenpräsident war Henry Schwabe. Der Verein hatte laut dem Bericht von der Generalversammlung 82 Mitglieder und verfügte über ein Barvermögen von 5700 Dollar. Mit dem Kriegseintritt der USA gegen das Deutsche Reich 1917 und den damit verbundenen Repressalien gegen die Deutschamerikaner, deren Sprache, Geschäfte, Vereine und Institutionen verlieren sich bisher auch die Spuren des Fuldaer Vereins in New York. In den Vereinsnachrichten, die in der deutschsprachigen Zeitung „Hessische Blätter/Hessen-Darmstädtische Zeitung“ (New York) veröffentlicht wurden, werden neben dem Vorstand auch die Namen von anderen Vereinsmitgliedern genannt. So sind unter anderem belegt: John Mackenrodt, Caroline Mackenrodt, Peter Bott, Chr. Kramer, Robert Schluck, Carl Heier, H. Quell, Ferdinand Muth, Hugo Füller, Herbert Pfeffermann, John Becker, Ernst Völler, Louis F. Riedel, Joseph Erb, Charles Otterbein, Louis Lorey, Georg Ehret, F. Kimmer, F. Keil, J. Betzold, J. Mangold, Franz Schlapp, Julius Knips und Friedrich Schürer.